# Космос-3М
Вижте пояснителната страница за други значения на Космос.
Космос е руска ракета носител. Тя е двустепенна и предназначена за извеждане на космически апарати в елиптична и околокръгова орбита до височина до 1700 km с наклонена плоскост на орбитата 66°, 74° и 83°. Масата на полезния ѝ товар е до 1500 kg.
Компания Полет произвежда тези ракети носители в град Омск от десетилетия. Първоначално се е предвиждало Космос-3М да бъде изведена от експлоатация през 2011 година, през 2010 г. обаче главнокомандващия на Руските космически войски потвърждава, че ракетата би трябвало да се изведе от употреба до края 2010 година. В настояще остава да бъде изстреляна още една ракета от този тип
Създадена е под ръководставото на М. К. Янгел в началото на 60-те години.

## Изстрелвания
Първото изстрелване на тази ракета носител е през 1967 година. До към днешната дата са извършени 420 изстрелвания.
| Дата         | Космодрум   | Товар                        | Тип товар                      | Забележки |
| ------------ | ----------- | ---------------------------- | ------------------------------ | --------- |
| 25 март 2008 | Плесецк     | SAR-Lupe 4                   | Радарен разузнавателен сателит |           |
| 2008         | Капустин Яр | UGATUSAT                     | Шест Orbcomm сателита          |           |
| Август 2008  | Плесецк     | SAR-Lupe 5                   | Радарен разузнавателен сателит |           |
| ?            | Плесецк     | Kosmos (Parus), Sterkh No. 1 |                                |           |

## Инциденти
На 23 юни 1973 г. експлозия на ракета Космос в космодрума Плесецк убива 9 души.
На 20 ноември 2000 г. ракетата се проваля при опит да бъде изведен изкуствения спътник QuickBird 1 поради провал на втората степен. Ракетата и спътникът навлизат обратно в атмосферата над Уругвай, а разледването на инцидента остава недовършено.